# تشارلز بلاك
تشارلز بلاك (بالإنجليزية: Charles Black)‏ هو كاتب أمريكي، ولد في 22 سبتمبر 1915 في أوستن في الولايات المتحدة، وتوفي في 5 مايو 2001 في نيويورك في الولايات المتحدة.